# Alexion Pharmaceuticals
Alexion Pharmaceuticals Inc. là một công ty dược phẩm của Hoa Kỳ, nổi tiếng vì đã phát triển Soliris, một loại thuốc được dùng để điều trị các rối loạn hiếm gặp hội chứng urê tan máu không điển hình (aHUS) và đái huyết sắc tố kịch phát về đêm (PNH). Công ty cũng tham gia nghiên cứu hệ thống miễn dịch liên quan đến bệnh tự miễn dịch. Nó có 2.400 nhân viên trên toàn cầu. Ngày 29 tháng 2 năm 2016, công ty đã tổ chức lễ khai trương đặc biệt cho trụ sở mới ở New Haven, CT, không xa lắm với điểm xuất phát của công ty trong cùng thành phố.